# Джеймс Макнейл Келлі
Джеймс Макнейл Келлі, (англ. James McNeal 'Vegas' Kelly); 14 травня 1964 року) — астронавт НАСА. Здійснив два космічні польоти на шаттлах: STS-102 (2001, «Діскавері») і STS-114 (2005, «Діскавері»), полковник ВПС США.

## Особисті дані і освіта

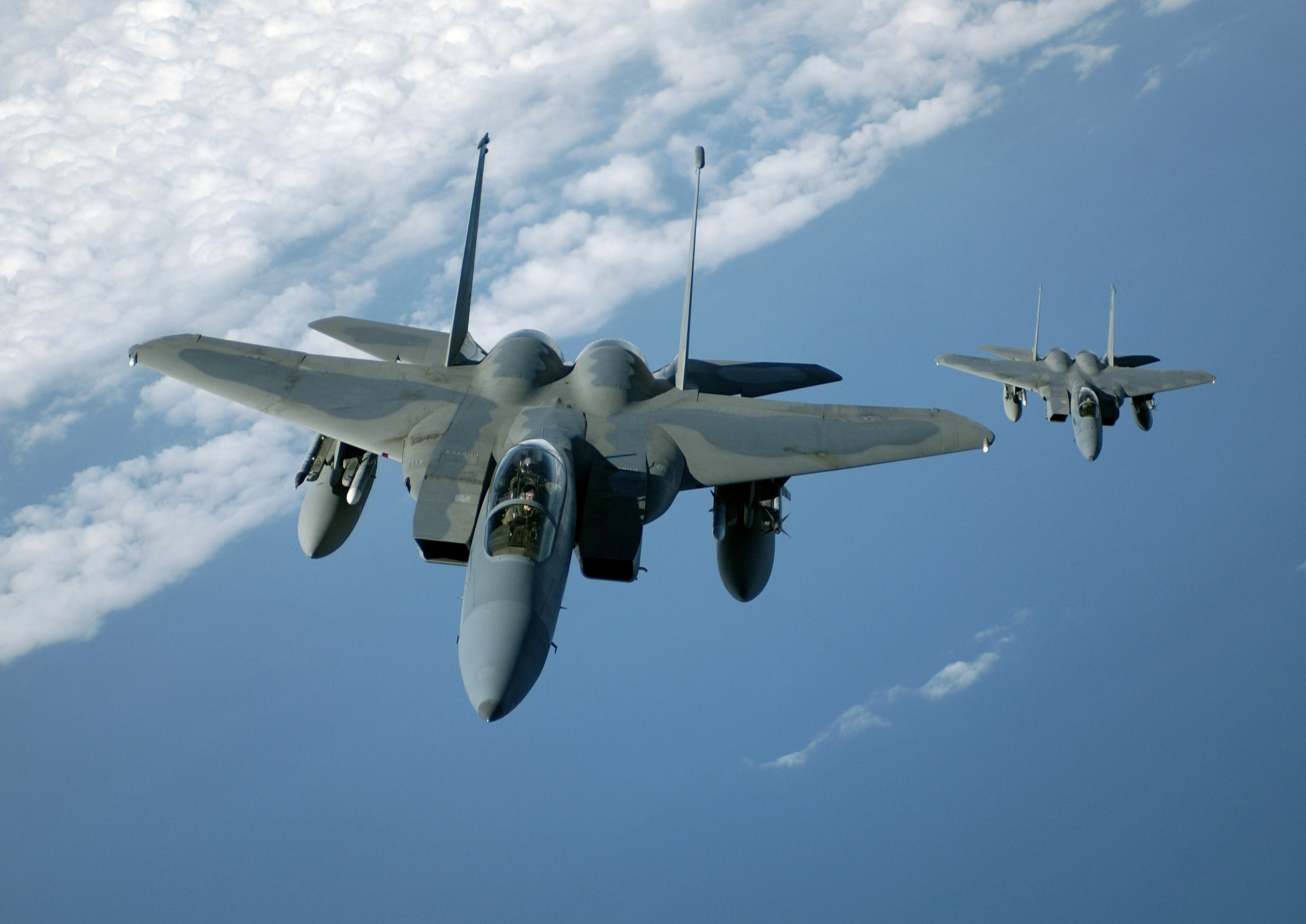
Літак F-15 в польоті.

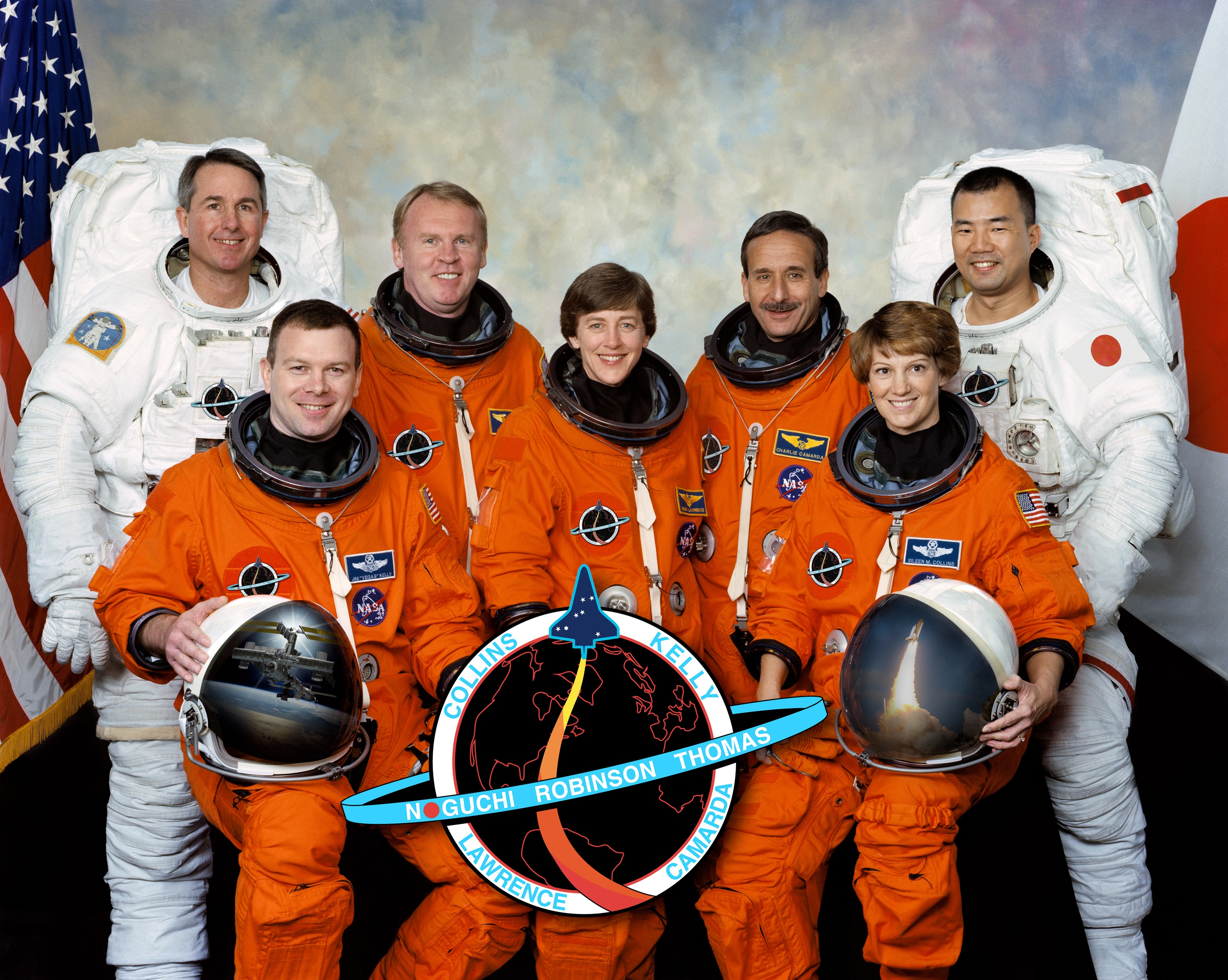
Екіпаж STS-114:Зліва направо: Ендрю Томас, Чарльз Камарда, Уенді Лоуренс, Ейлен Коллінз, Стів Робінсон, Соїті Ногуті, Джеймс Келлі

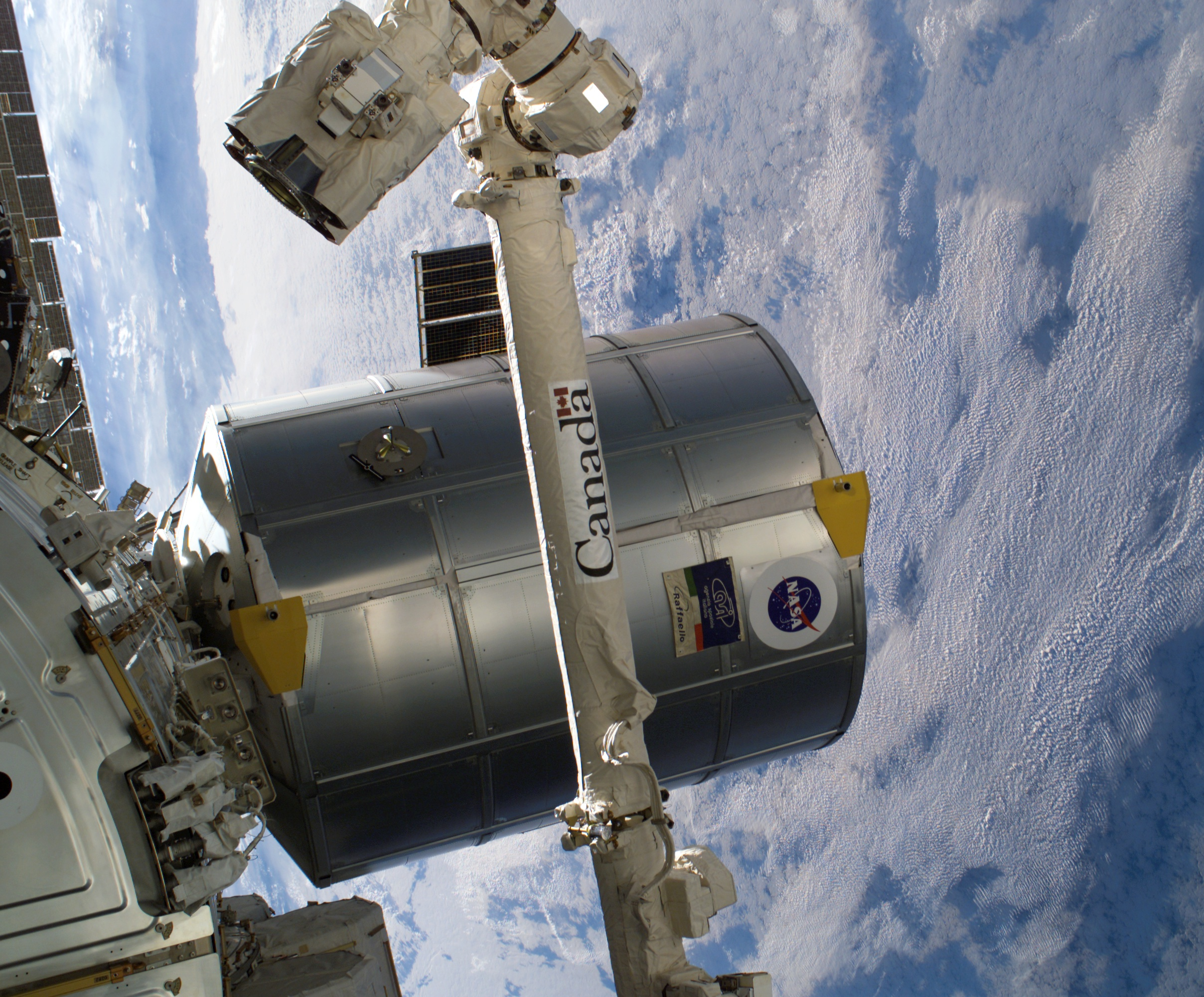
STS-114: Раффаелло пристикований до МКС.

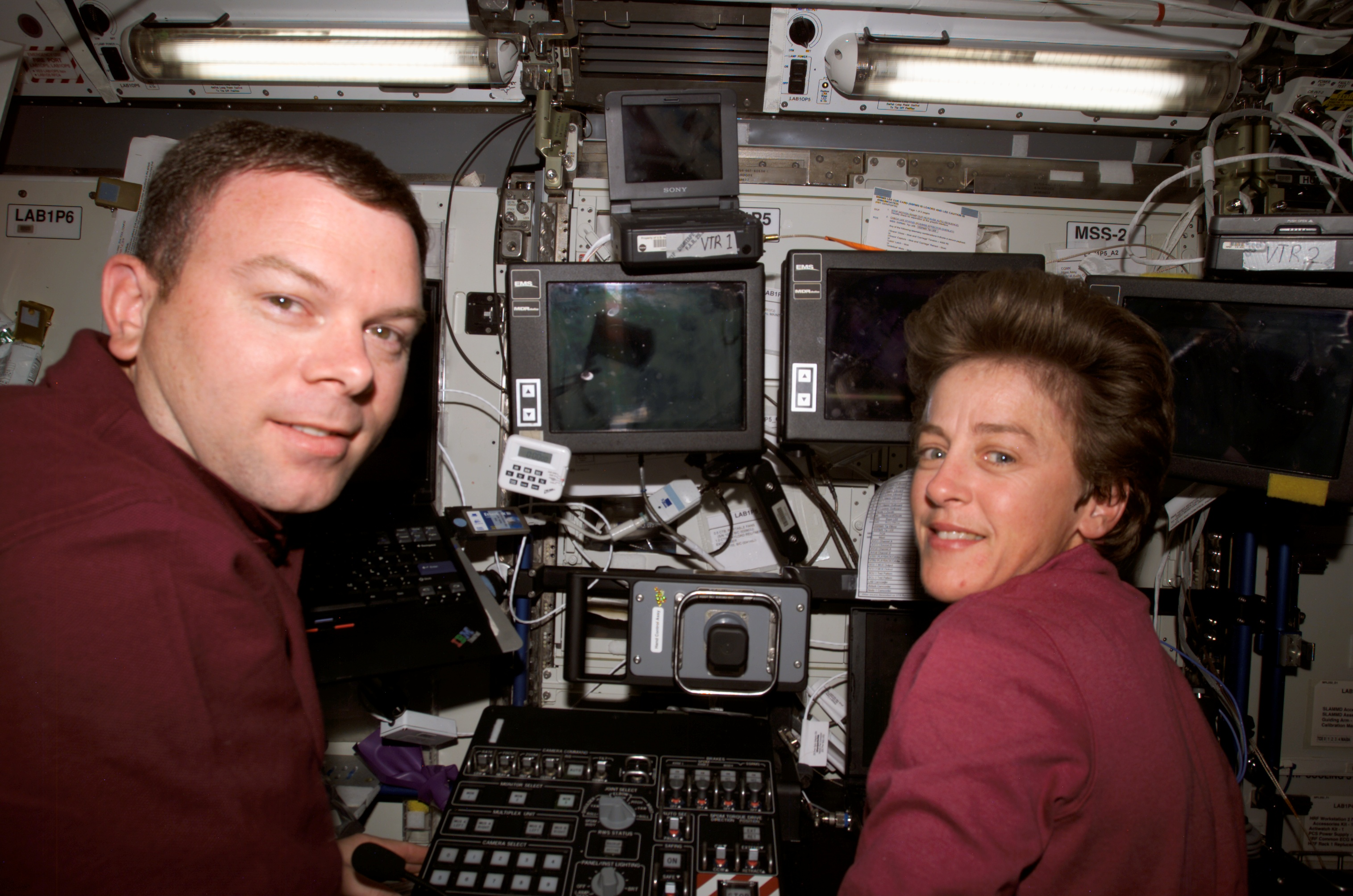
STS-114: Келлі (ліворуч) в рубці Діскавері.

Джеймс Келлі народився 14 травня 1964 в місті Берлінгтон, штат Айова, де 1982 року закінчив середню школу. У 1986 році отримав ступінь бакалавра наук в галузі космічної техніки в Академії ВПС США, в місті Колорадо-Спрінгс, штат Колорадо. У 1996 році отримав ступінь магістра наук в галузі аерокосмічної техніки в Університеті Алабами.
Одружений з Дауні Рене Тиммерман з Берлінгтон, штат Айова, у них четверо дітей. Він любить сімейні заходи, велосипед, софтбол, читання, музику. Його батьки, Вільям і Мері Енн Келлі, проживають в місті Берлінгтон.

## До НАСА
В травні 1986 року Келлі закінчив Академію ВПС США і вступив у Школу пілотів ВПС — в жовтні 1987 року. Після закінчення школи став проходити стажування на літаках F-15 на авіабазі «Лук», Фінікс, штат Аризона. Після її завершення, він був переведений на авіабазу «Кадена», Окінава, Японія. Під час своєї поїздки до Японії, став льотчиком-інструктором. У квітні 1992 року був переведений на авіабазу в Кейп-Код, штат Массачусетс, де став інструктором і командиром на F-15. В червні 1994 року закінчив Школу льотчиків-випробувачів на авіабазі «Едвардс», в Каліфорнії. Після закінчення інституту був направлений на авіабазу «Нелліса», Лас-Вегас, штат Невада, де і дізнався про запрошення в НАСА. Має наліт понад 3800 годин на більш ніж 35 різних типах літаків..

## Підготовка до космічних польотів
1 травня 1996 був зарахований до загону НАСА в складі шістнадцятого набору, кандидатом в астронавти. Став проходити навчання за курсом загальнокосмічної підготовки (ОКП). По закінченні курсу, в 1998 році отримав кваліфікацію «пілота корабля» і призначення в Офіс астронавтів НАСА. Входив до групи, що відповідає за підготовку шатлів до старту.
Польоти в космос
- Перший політ — STS-102, шатл «Діскавері». З 8 по 21 березня 2002 року як «пілот корабля». Основними завданнями була доставка на Міжнародну космічну станцію (МКС) екіпажу МКС-2 (зміна для МКС-1) та першого багатоцільового модуля постачання (MPLM) — «Леонардо»[3]. Тривалість польоту склала 12 діб 19 годин 50 хвилин.
- Другий політ — STS-114, шаттл «Діскавері». З 26 липня по 9 серпня 2005 року, як «пілот корабля». Мета експедиції позначена як «Повернення до польотів». Це перший політ шаттла після катастрофи «Колумбії» в 2003. Завдання експедиції: перевірка нових систем безпеки шаттла, доставка продовольства та води для екіпажу МКС, перевірка можливості ремонту пошкодження теплової захисту крил шатлів, заміна вийшлого з ладу гіродіна і установка зовнішньої складської платформи ESP-2 на шлюзову камеру «Квест». «Діскавері» доставив на МКС близько 8240 кг вантажів в багатоцільовому вантажному модулі «Раффаелло» та повернув з МКС на Землю близько 8 956 кг відпрацьованих матеріалів. За результатами обстеження «Діскавері» на орбіті виявлено близько 25 пошкоджень («відколів») термозахисту корабля. За заявою НАСА, нормою є 145–150 відколів за один старт. Тривалість польоту склала 13 діб 21 год 32 хвилини[4].

Загальна тривалість польотів в космос — 26 днів 17 годин 21 хвилина.

## Після польотів
У січні 2009 року був переведений в категорію астронавтів-менеджерів і призначений Оператором зв'язку з екіпажами.

## Джерело
- Офіційна біографія НАСА [Архівовано 23 листопада 2013 у Wayback Machine.](англ.)